# Rotationsworfelmaschine

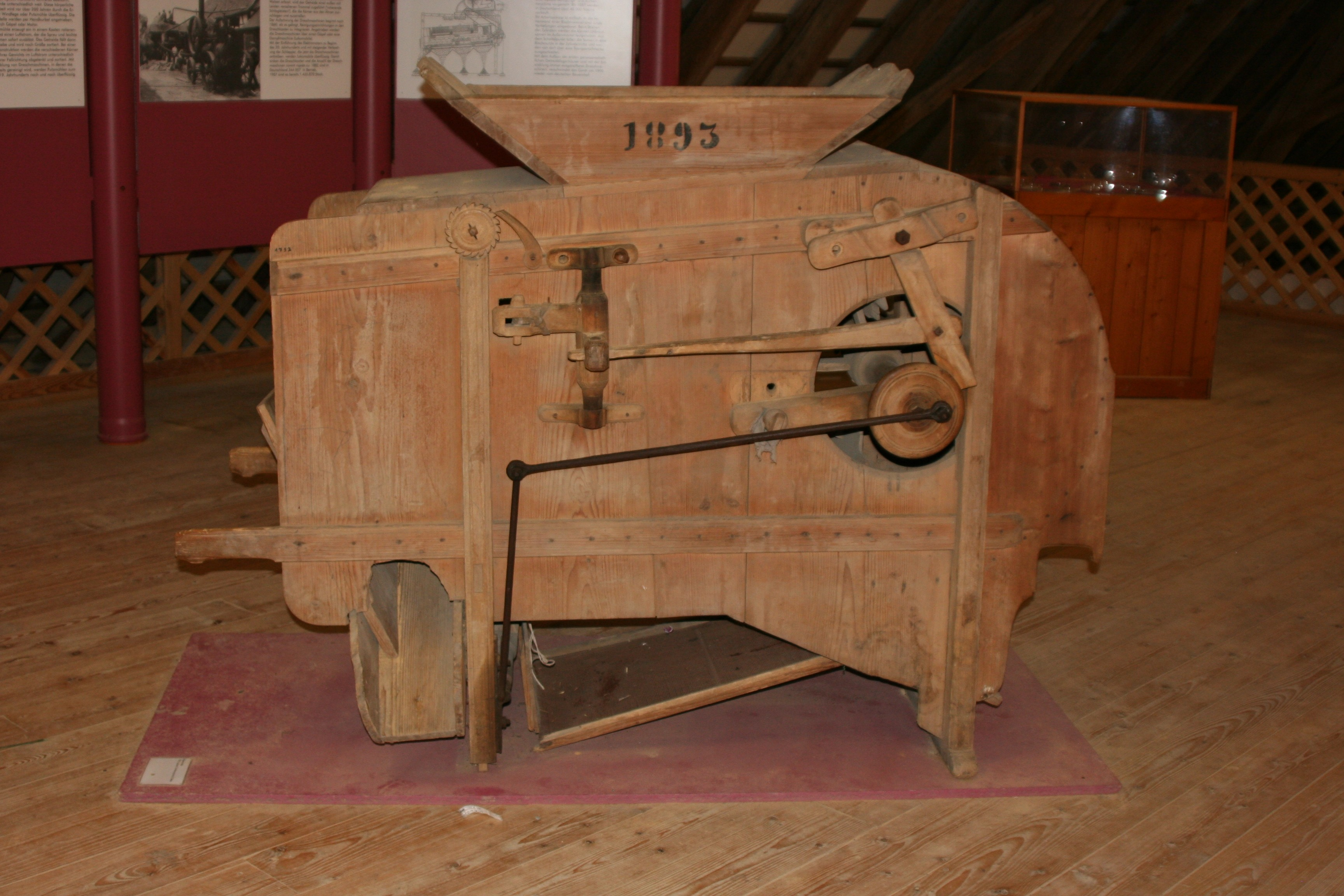
Hölzerne Windfege im Freilandmuseum Wackershofen

Die Rotationsworfelmaschine, auch Windfege, Staubmühle, Kornfege, Windsichte, Fegemühle, Blähmühle, Getreidewinde, Getreidewehe oder Getreideputzmühle u. v. a. genannt, ist eine Maschine zur Reinigung von Getreide, die nach dem Prinzip der Windsichtung funktioniert. Sie wird teilweise noch heute in China oder in Entwicklungsländern, aber auch noch vereinzelt in Europa und in den USA eingesetzt.

## Funktionsweise und Verwendung
Eine Rotationsworfelmaschine trennt mittels eines durch eine Handkurbel zur Rotation gebrachten Windrades die Spreu von Weizen, Hirse, Reis oder anderem Getreide. Zuerst wird das gedroschene Getreide (einschließlich der Spreu) in einen Trichter gefüllt und durch einen gleichmäßigen Luftstrom geführt, der durch das Windrad in einem Luftkanal erzeugt wird. Die Spreu wird aufgrund ihres geringeren Gewichts von dem Luftstrom aus der Maschine geblasen, während das Korn und andere verbliebene schwerere Fremdkörper in der Maschine verbleiben und dann über Schüttelsiebe voneinander getrennt werden.
Neben der Getreidereinigung kann die Maschine auch in anderen Bereichen eingesetzt werden, in denen verschieden schwere Bestandteile voneinander getrennt werden sollen. So ist beispielsweise im Pfefferminzmuseum Eichenau eine Windfege zu sehen, die früher dazu benutzt wurde, um getrocknete Pfefferminze in die leichteren Blätter und die schwereren Stängel zu trennen.

## Geschichte
In der Geschichte der Landtechnik stellen Windfegen eine der ältesten bekannten Maschinen dar. Obwohl im Kaiserreich China schon im 2. Jahrhundert v. Chr. bekannt, wurden sie nur territorial begrenzt eingesetzt. Die Maschine war teuer, so dass sie schließlich nur im wohlhabenderen Südchina bei der Reisernte vereinzelt eingesetzt und zwecks Kostenteilung meist verliehen wurde. Trotzdem stellte das einen Vorsprung gegenüber Europa dar, wo man Spreu und Weizen per Hand oder mit Schaufeln in die Luft warf, damit der Wind die Spreu davontrug, bzw. die ähnlich mühsame Worfel („Kornschwinge“) einsetzte.
Die Niederländer setzten diese Maschinen im 17. Jahrhundert erstmals in Europa ein, wobei ein Technologietransfer aus China als eher unwahrscheinlich gilt. Obwohl man ihre Wirksamkeit feststellte (zwei Tonnen Getreide pro Tag gegenüber 45 Kilogramm pro Stunde), wurde sie nur vereinzelt eingesetzt, da sie sich wegen der hohen Anschaffungskosten und der Wartungsanfälligkeit als letztlich unrentabel erwies. Erst die um 1710 erfundene Weiterentwicklung zur Siebwindfege machte das Verfahren kostengünstig und setzte sich durch.
In Europa wurden Windfegen in der zweiten Hälfte des 19. Jahrhunderts bis Anfang des 20. Jahrhunderts weitgehend von Dreschmaschinen verdrängt. Diese wiederum wurden später im 20. Jahrhundert von Mähdreschern abgelöst.